# Горки Яньковские

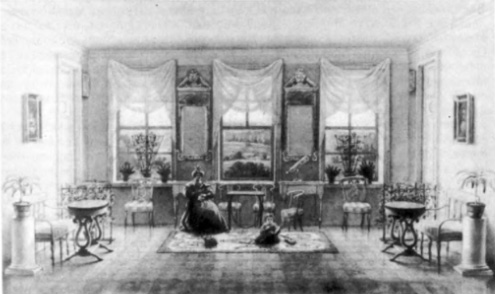
Гостиная в деревне Горки. Рисунок А. Д. Благово, 1831 г.

Го́рки (Горки Яньковские, позднее Горки Рогачёвские) — среднепоместная усадьба в Дмитровском районе Московской области. Расположена на крутых холмах над речкой Волгушей. С 1730-х до второй трети XIX века принадлежала Яньковым, в начале XX века — Кохно. В советское время неподалёку возник военный городок «Горки-25», ныне Посёлок Дома отдыха «Горки».
В 1793 был построен новый деревянный дом с верандой, увеличенный в 1809 мезонином. Работы производил крепостной архитектор А. М. Татаринов, возможно, по проекту Ф. Кампорези; внутреннюю роспись выполнил крепостной художник Григорий Озеров. Парк усадьбы формировался в 1750-х и начале XIX века, в конце XVIII в нём для создания перспективных видов проложены просеки. На рубеже XVIII и XIX вв. имением владела Елизавета Петровна Янькова, известная благодаря воспоминаниям, которые записал с её слов внук, Д. Д. Благово.
Усадьба небольшая, но весьма характерная для Подмосковья, включающая в себя все основные элементы загородного дворянского жилья. Используется в рекреационных целях санаторием ВМФ «Фрегат». Барский дом не сохранился. Уцелели лишь два неоампирных флигеля 1910-х годов и хозяйственная постройка, а также Никольская церковь, сооружённая в 1739 и реконструированная в 1809—10 в стиле классицизма. В 1950-е гг. церковь была обезображена при перестройке, используется в хозяйственных целях.